# 京阪牛乳
京阪牛乳株式会社（けいはんぎゅうにゅう）は、大阪府寝屋川市宝町に本社を置く企業である。元は名称の通り牛乳・乳製品製造が本業だったが、その過程で病院用備品を取り扱うようになり、またそちらが主力事業となった為、現在は牛乳製造は行っていない。

## 会社概要
1907年、西成郡津守新田（現・大阪市西成区）で「島田牧場」として酪農業を開始。1935年に中河内郡加美村（現・大阪市平野区）に事業所を移転。その後戦時統制による強制疎開に伴い、1944年2月に現本社の所在地である寝屋川市に移転、その後戦争の激化により一旦廃業に追い込まれたが、1947年に再開。
1950年10月、大阪府知事の牛乳処理業の許可により、現法人の「京阪牛乳株式会社」が設立される。その後、牛乳・乳製品の製造・販売を本業とする一方、病院の入院患者に向けたテレビ受信機のリース業、トラックステーションの宿泊施設管理などの関連事業を展開した。
2000年8月、同業大手の雪印乳業による集団食中毒事件のあおりから、牛乳事業の継続が困難となり同事業から完全撤退した（同社の製品が原因の食中毒事件が発生と発表されて工場が営業休止、学校給食を含む契約が次々に解除され牛乳事業継続が困難となった。食中毒の原因は、販売店が直射日光が当たる店内に製品を置いた事による劣化であった。原因確定前に記者発表を行なったことが、同社への風評被害を生んだ）。
現在は物品・家電製品のリースや病院売店などへの小売、簡易宿泊所の運営など、多角化している。
京阪電気鉄道の沿線を中心にした牛乳・乳製品の宅配、およびスーパーマーケットや京阪電鉄・阪急電鉄構内売店での販売を中心に行っていたことからこの社名がついているが、京阪電鉄との資本・業務提携関係は特にない。また、阪急電鉄の関連企業向けには「京阪」を冠さない「阪急デリシアス」という商品名で乳酸菌飲料をOEM供給していた。

## CM
かつては関西ローカルながらよみうりテレビやMBSラジオで1980年代までCMが放映されていたことで知られる。近年でもエフエムもりぐちなどで「鳩のマークの京阪牛乳」のCMソングが放送されていた。これをパロディーに、ロックバンドのほぶらきんが演奏したことがあった。

## 関連人物
- 李明博 -大韓民国の元大統領。両親が前身の「島田牧場」で働いており、加美村（現・大阪市平野区）にあった同社の寮で出生。